# Manaledi
Manaledi is een dorp in het district Central in Botswana. De plaats telt 258 inwoners (2011).